# جيسيكا بينيت
جيسيكا بينيت (بالإنجليزية: Jessica Bennett)‏ هي صحفية أمريكية، ولدت في 1981 في سياتل في الولايات المتحدة.